# Maria Stela Grossi Porto
Maria Stela Grossi Porto (Ponte Nova, 26 de fevereiro de 1945 – Brasília, 8 de janeiro de 2023) foi uma socióloga, pesquisadora e professora universitária brasileira.
Primeira mulher presidente da Sociedade Brasileira de Sociologia, Comendadora da Ordem Nacional do Mérito Científico e professora emérita da Universidade de Brasília, Maria Estela foi uma pioneira da Teoria Social, Sociologia Rural e Sociologia da Violência, que a tornou conhecida no Brasil e o no exterior. Sua obra é referência nos estudos sobre representações sociais da violência e das organizações policiais.

## Biografia
Maria Estela nasceu na cidade mineira de Ponte Nova, em 1945. Seu pai vinha de uma família de migrantes italianos calabreses e era era funcionário do Estado que atuava na coleta de impostos. Sua mãe vinha de família de origem portuguesa que vivia no interior e era professora primária, com especialização em Biblioteconomia, que tinha gosto por livros e por escrever poesias. Tinha uma irmã gêmea, Maria das Graças Grossi (1945-1994).
Passou boa parte de sua infância e juventude em Belo Horizonte, onde estudou no Colégio Pio XII, escola tradicional católica de freiras salesianas, onde fez do primário até o normal. Aos 17 anos, descobriu e escolheu o caminho da sociologia. Mesmo com a resistência de seu pai, ela e a irmã ingressaram na Faculdade de Ciências Econômicas (FACE) da UFMG em 1963, no curso de Sociologia e Política, onde conheceu o futuro marido, com quem se casaria em 1964, Sérgio Porto. Juntos tiveram três filhos, Sergio, André e Luís Guilherme, todos nascidos em Belo Horizonte e uma filha, Daniela, nascida em Brasília, com Síndrome de Down.
O casamento e a maternidade postergaram sua formatura. Sua graduação só foi concluída na Universidade de Brasília (1976) para onde a família se mudou em meados dos anos 1970. Começou seu mestrado pela mesma universidade, mas seguiu o marido, que começava seu doutorado em Comunicação em Montréal, até o Canadá. Lá, ingressou na Universidade de Montreal onde fez o mestrado (1979) e o doutorado (1987) tendo por orientador o professor Mohamed Sfia.

## Carreira
Concursada da Universidade de Brasília, era professora do departamento de sociologia, onde passou a estudar a questão da violência, da segurança pública e dos direitos humanos. Na sociologia do mundo rural, aprofundou as questões sobre violência no campo por meio de um pós-doutorado no Centre d'Études de la Vie Politique Française (CEVIPOF), em Paris. Por meio dos trabalhos de Michel Wieviorka, passou a desenvolver uma afinidade teórica na compreensão da violência como fenômeno sociológico, procurando interpretar de forma mais sistemática o lugar do sujeito e de sua condição de ator no mundo social.
Foi coordenadora do Núcleo de Estudos da Violência e Segurança (NEVIS/UnB), foi membro da Associação Nacional de Pós-graduação em Ciências Sociais (ANPOCS), a Sociedade Brasileira para o Progresso da Ciência (SBPC); e na Internacional Sociological Association (ISA) onde foi vice-presidente do RC 29-Research Committee on Deviance and Social Control (2006-2010). Teve uma atuação importante junto a agências de Ciência e Tecnologia como o CNPq e a CAPES, atuando em Comitês de Área de Sociologia em ambas instituições.

## Morte
Maria Estela morreu em 8 de janeiro de 2023, em Brasília, aos 77 anos, devido a um câncer.

## Publicações
- PORTO, Maria Stela Grossi (Org.) Sociedade e Estado. 02. ed. Brasília: Editora UnB, 1995. v. X. 260p
- PORTO, Maria Stela Grossi (Org.) Politizando a Tecnologia no Campo Brasileiro – Dimensões e Olhares. Rio de Janeiro: Relume Dumará, 1997.
- PORTO, Maria Stela Grossi. Sociologia da Violência do Conceito às Representações Sociais. 1a.. ed. Brasília: Ed. Francis/Verbena, 2010. v. 1. 336p
- PORTO, Maria Stela Grossi. Violência, Democracia e Segurança Cidadã: o caso das polícias no Distrito Federal. 1. ed. Brasília: Verbena, 2017. v. 1. 224p
- PORTO, Maria Stela Grossi. Repensando Travessias – o Fazer Sociológico. Curitiba: Appris Editora, 2018.